# ناحیه بنی دواله
ناحیه بنی دواله (به عربی: دائرة بنی دوالة) یک ناحیه در الجزایر است که در استان تیزی وزو واقع شده‌است.